# تعبير سياسي
يُستخدَم مصطلح التعبير السياسي للإشارة إلى أي فعل أو أية صورة من صور التواصل غير اللفظي التي تهدف للتأثير على قرار ما يتخذه حزب سياسي أو يُتخَذ بشأنه.
ويمكن أن يتنوع التعبير السياسي ما بين المظاهرات الحاشدة وارتداء شارة موضح عليها شعار سياسي. وقد انتشر استخدام هذا المصطلح في الستينيات من القرن العشرين، لكنه لا يزال يُستخدَم حتى الآن.
وقد اُستخدِم أيضًا لوصف البيانات التي يتم التفاوض بشأنها، مثل بيان إشبيلية بشأن العنف، أو بيان والدورف، أو الأحاديث المُرتجَلة ذات المعاني السياسية الضمنية.